# Heinz Schilchegger
Heinz Schilchegger, né le 16 octobre 1973, est un ancien skieur alpin autrichien, originaire d'Obertauern.

## Palmarès

### Coupe du monde
- Meilleur classement au Général : 6e en 2001.
- Meilleur classement en Slalom  : 2e en 2001.
- Meilleur classement en Slalom géant : 5e en 2001 et 2003.

- 1 victoire en Coupe du monde (1 en Slalom).
- 10 podiums en Coupe du monde (6 en Slalom géant et 4 en Slalom).

#### Saison par saison
- Coupe du monde 1999 :
  - Slalom géant : 2 podiums (3° à Sölden et Sierra Nevada).

- Coupe du monde 2000 :
  - Slalom géant : 1 podium (3° à Bormio).

- Coupe du monde 2001 :
  - Slalom : 1 victoire (Park City), 3 podiums (2° à Madonna di Campiglio et Shigakogen x2).
  - Slalom géant : 2 podiums (2° à Val d'Isère x2).

- Coupe du monde 2003 :
  - Slalom : 1 podium (3° à Kitzbühel).

- Coupe du monde 2004 :
  - Slalom géant : 1 podium (3° à Adelboden).

### Championnats du monde
- St. Anton (Autriche) en 2001 : 
  - 4e en Slalom.
  - 6e en Slalom géant.

(État au 25 janvier 2006)